# Willem Cornelis Rip

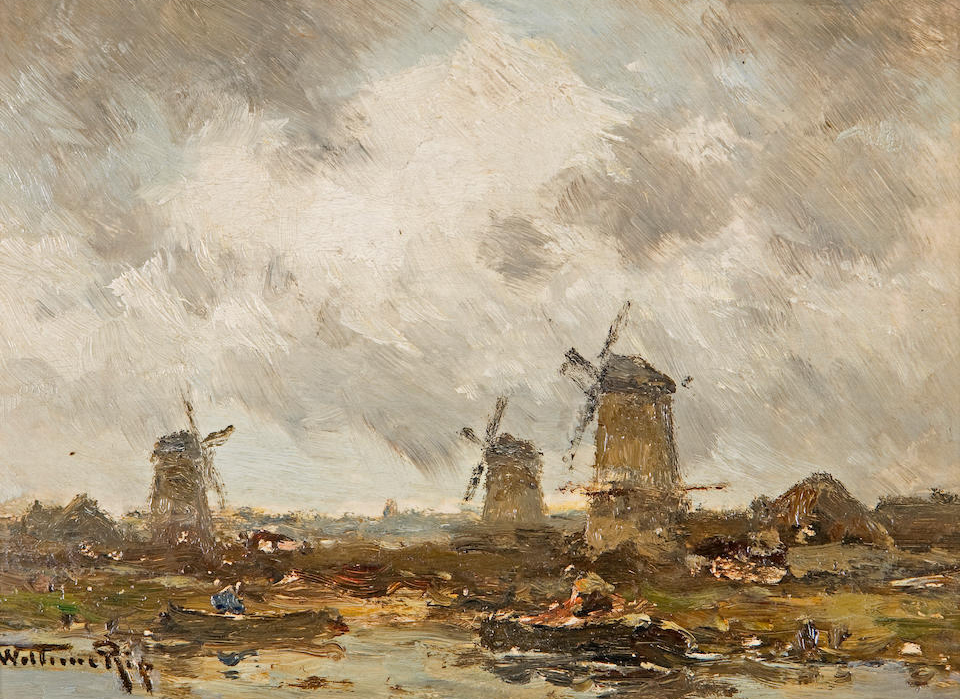
Drei Windmühlen

Willem Cornelis Rip (* 21. Februar 1856 in Rotterdam; † 20. Februar 1922 in Den Haag) war ein niederländischer Landschaftsmaler.
Willem Cornelis Rip wurde im Alter von vierzehn Jahren Lehrling bei der Lithografiefirma Zijdeman and Musly. Er studierte an den Abendkursen der Academie voor Beeldende Kunsten in Rotterdam bei Robert van Esden (1810–1890), dann dank des königlichen Stipendiums von 1880 bis 1882 in München unter Leitung von Carl Theodor von Piloty, wurde jedoch nicht bei der Königlichen Münchner Akademie immatrikuliert. Während des Münchener Aufenthaltes besuchte er auch Norditalien. Nach dem Studium verbrachte er viel Zeit im Museum Boijmans Van Beuningen, wo er unter der Aufsicht Robert van Eijsdens die Werke Barend Cornelis Koekkoeks studierte.
Zunächst beschäftigte er sich mit der Lithografie, widmete sich jedoch später der Landschaftsmalerei. Er malte im Stil der Haager Schule und aquarellierte, zeichnete und lithografierte zudem viele Polderlandschaften, Seen, Polderkanäle usw.
Am 29. November 1888 heiratete Willem Cornelis Rip Johanna Jacomina Mooijman. Das Ehepaar ließ sich 1894 in Den Haag nieder.
Rip war Mitglied des „Pulchri Studio“ in Den Haag. Die Haager Künstler Jozef Israëls und Hendrik Willem Mesdag besuchten ihn oft in seinem Atelier. Er nahm an Ausstellungen in Amsterdam, Den Haag, Groningen und Rotterdam teil. Viele seiner Werke kamen in die Kunstsammlungen der königlichen Familie.